# الخطة أر 4

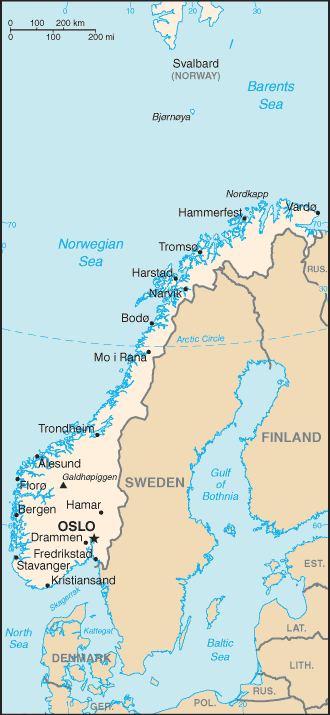
خريطة النرويج

الخطة أر 4 هي الخطة البريطانية للحرب العالمية الثانية لغزو الدول المحايدة في النرويج والسويد في أبريل 1940، في حالة انتهاك ألمانيا للسلامة الإقليمية للنرويج. في وقت سابق، خطط البريطانيون لتدخل مماثل في فرنسا خلال حرب الشتاء.

## خلفية
لم يكن لدى ألمانيا ما يكفي من الإمدادات المحلية لخام الحديد، المستخدم في إنتاج الصلب. قبل الحرب، تم استيراد كميات كبيرة من خام الحديد من المناجم في مقاطعة لورين الفرنسية. منذ سبتمبر 1939، لم يعد هذا العرض متوفرًا. لذلك كانت الشحنات من المورد الكبير الآخر، السويد، ضرورية لإنتاج الدبابات والمدافع والسفن وعربات السكك الحديدية والشاحنات وغيرها من أدوات الحرب. في الجزء الشمالي من بحر البلطيق، يقع خليج بوثنيا، في ميناء لوليا السويدي حيث تم شحن كمية من الخام في فصل الصيف. تجمد في فصل الشتاء، لذلك لعدة أشهر شحن السويديون معظم خام الحديد عن طريق السكك الحديدية عبر ميناء نارفيك الخالي من الجليد، في أقصى شمال النرويج. في العام عادي، تم تصدير 80 ٪ من خام الحديد من خلال نارفيك. البديل الوحيد في فصل الشتاء كان سكة حديد طويلة إلى أوكسيلوسوند على بحر البلطيق، جنوب ستوكهولم، والتي لم يعرقلها الجليد. ومع ذلك، أشارت المخابرات البريطانية إلى أن شركة Oxelösund يمكنها أن تشحن فقط خمس الوزن المطلوب لألمانيا. أثناء السفر داخل المياه الإقليمية النرويجية خلال معظم الرحلة، كانت عملية الشحن من نارفيك محصنة ضد محاولات الاعتراض البريطانية. بالنسبة للحلفاء، كان إيقاف الشحن وبالتالي تجويع الصناعة الألمانية أمرًا في غاية الأهمية.

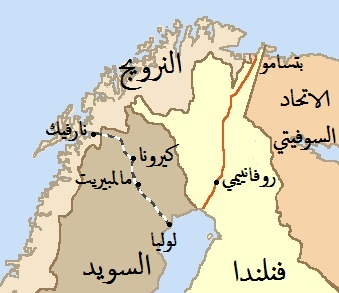
Franco-British support was offered to Finland which had been invaded by the Soviet Union on the condition it was given free passage through دولة حيادية النرويج and السويد instead of taking the road from Petsamo. The reason was a wish to occupy the تعدين خام الحديد السويدي خلال الحرب العالمية الثانية in كيرونا and مالمبيريت.
(Borders as of 1920–1940.)

وضع الحلفاء خطة لاستخدام هجوم الاتحاد السوفيتي في 30 نوفمبر 1939 على فنلندا كغطاء للاستيلاء على كل من حقول الخام السويدية في الشمال، والموانئ النرويجية التي تم شحنها من خلالها إلى ألمانيا. كانت الخطة للحصول على إذن من النرويج والسويد لإرسال قوة استكشافية إلى فنلندا عبر لابي، ظاهريًا لمساعدة الفنلنديين. وبمجرد أن كانوا في طريقهم للمضي قدماً للسيطرة على الموانئ والمناجم السويدية، واحتلال مدن مثل جافل ولويا وإغلاق وصول الألمان إلى الخام السويدي، والتقدم لنرويج والسويد بأمر واقع.
بسبب خطر الحلفاء أو الاحتلال الألماني والحرب التي تشن على أراضيهم، رفض كل من السويديين والنرويجيين طلبات العبور.
وفي الوقت نفسه، بعد أن أدرك الألمان تهديد الحلفاء، كانوا يخططون لغزو استباقي محتمل للنرويج من أجل حماية خطوط الإمداد الاستراتيجية الخاصة بهم. أقنعت حادثة ألتمارك في 16 فبراير 1940 هتلر بأن الحلفاء لن يحترموا الحياد النرويجي، وأمر بالتخطط للغزو.
أوقف التردد الاسكندنافي في السماح لقوات الحلفاء على أراضيها خطة الحلفاء الأصلية لاستخدام المساعدات لفنلندا كذريعة لنقل القوات، ولكن في 12 مارس [بحاجة لمصدر] قرر الحلفاء تجربة غزو «شبه سلمي». كان من المقرر إنزال القوات في النرويج، والتوجه إلى السويد للإستيلاء على المناجم السويدية. ومع ذلك، إذا واجهت مقاومة عسكرية جادة فلن يضغطوا. ومع ذلك، رفعت فنلندا دعوى على السلام في 13 مارس، لذا كان يتعين التخلي عن النسخة المنقحة من هذه الخطة.
كان الألمان على علم جزئي بتخطيط الحلفاء. اعترضوا حركة المرور الإذاعية التي تظهر أن مجموعات نقل الحلفاء كانت على استعداد، وبعد بضعة أيام كان على الحلفاء التخلي عن خطتهم وإعادة نشر قواتهم.
استمرت خطط الغزو الألماني للنرويج منذ خوف هتلر من أن الحلفاء سيطلقون غزوهم الخاص عاجلاً أم آجلاً، وكان محقًا رغم أنه لم يكن على علم بالخطط الفعلية. تم تحديد 9 أبريل على أنه تاريخ عملية فيزروبونغ، الهجوم الألماني على كل من الدنمارك والنرويج.